# پژوهشگاه هسته‌ای رژ
پژوهشگاه هسته‌ای رژ (به چکی:Ústav jaderného výzkumu Řež) بزرگترین مرکز تحقیقات هسته‌ای جمهوری چک است که نزدیک شهر رژ واقع است.  وظیفه این مرکز هسته‌ای تحقیق و استفاده از فن‌آوری هسته‌ای در رشته‌های مختلف است.

## تاریخ
پژوهشگاه هسته‌ای رژ در سال ۱۹۵۵ تأسیس شد. فعالیت‌های این نهاد به سه بخش  تقسیم شده‌است. وظیفه بخش نخستین تحقیق خواص هسته‌های اتمی، طیف‌سنجی هسته‌ای، دزیمتری پرتوی یونش بود، وظیفه بخش دوم تحقیق در رشته رادیوشیمی بود و بخش سوم به تحقیق در رشته  انرژی هسته‌ای مشغول شد. پژوهش این بخش عمدتا به طراحی راکتور هسته‌ای متمرکز شد.
در سال ۱۹۷۲ در این موسسه راکتور آب سنگین بدون قدرت خروجی ساخته شد که برای تحقیق خواص فیزیکی راکتورهای آب سنگین به کار ببرد. در این مرکز  راکتورهای هسته‌ای از نوع WWER راکتور آب تحت فشار  پیشرفته شدند. در حال حاضر فعالیت‌های اصلی این موسسه توسعه و تولید رادیوداروها, امنیت هسته‌ای، همکاری با آژانس بین‌المللی انرژی اتمی، توسعه فناوری  بازفرآوری سوخت مصرف شده‌است.

## راکتورهای هسته‌ای
در حال حاضر در موسسه تحقیقات هسته‌ای دو راکتورها ی تحقیقاتی نصب شده‌است.

### راکتور LVR - 15
یک راکتور آب سبک هسته‌ای از نوع مخزن است که در ظرف بدون فشار است. این راکتور از سوخت  IRT-4M با غنای ۱۹،۷ در صد استفاده می‌کند و قدرت خروجی  این راکتور ۱۰  مگاوات است. مدیر و خنک کننده آب بدون معدنی است. در بخش فعال راکتور ۳۲ میله سوخت است.

### راکتور LR - 0
یک راکتور تحقیقاتی از نوع آب سبک و بدون قدرت خروجی است که برای آزمایش پدیده‌های فیزیکی در بخش فعال راکتور  به کار ببرد.

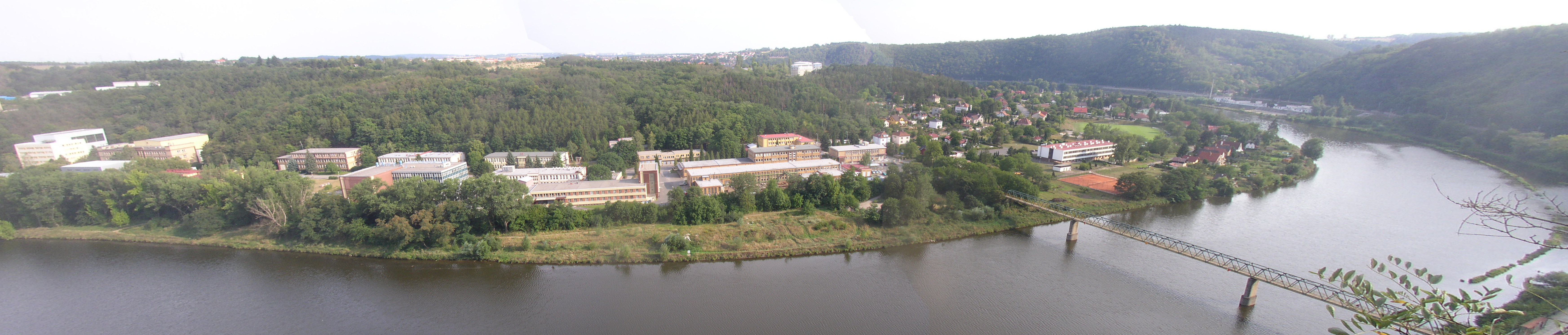
موسسه تحقیقات هسته‌ای